# 西傑佛遜鎮區 (北卡羅萊納州阿什縣)
西傑佛遜鎮區（英語：West Jefferson Township）是位於美國北卡羅萊納州阿什縣的一個鎮區。

## 地方資料
西傑佛遜鎮區的面積為69.67平方千米，皆為陸地。根據2020年美國人口普查的數據，當地共有人口3970人，而人口密度為每平方千米56.98人。